# Ivan Abramson
Ivan Abramson (1869 – 15 de septiembre de 1934) fue un director de películas mudas estadounidenses en los años 1910 y 1920.
Abramson emigró a los Estados Unidos desde el Imperio ruso en la década de 1880 y pronto se involucró en el campo de los periódicos judíos. En 1905 fundó una compañía de ópera. En 1914, fundó Ivan Film Productions para producir películas mudas, con Sins of the Parents como el primer lanzamiento. En 1917, tras el éxito con las imágenes incluyendo One Law for Both y Enlighten Thy Daughter, se asoció con William Randolph Hearst para formar la Graphic Film Corporation (GFC).
Las películas de Abramson son a menudo melodramas con títulos excitantes como Forbidden Fruit (1915) y A Child for Sale (1920), y películas de higiene sexual como The Sex Lure (1916) e Enlighten Thy Daughter (1917). Abramson a menudo pretendía hacer un argumento moral con sus películas. Afirmó que la intención de sus películas era "señalar un mal en la vida a través de un personaje y al mismo tiempo mostrar la manera en que ese mal podría ser curado a través de otro personaje." La GFC terminó con el lanzamiento en 1919 de The Echo of Youth.
En 1923, Abramson y Sidney M. Goldin dirigieron East and West, filmado en Austria y protagonizado por Molly Picon, y que tenía subtítulos en inglés y yiddish.
Abramson murió el 15 de septiembre de 1934, en el Hospital Monte Sinaí de Nueva York, sobrevivió a su esposa Liza Einhorn.

## Filmografía seleccionada
- Sins of the Parents (1914)

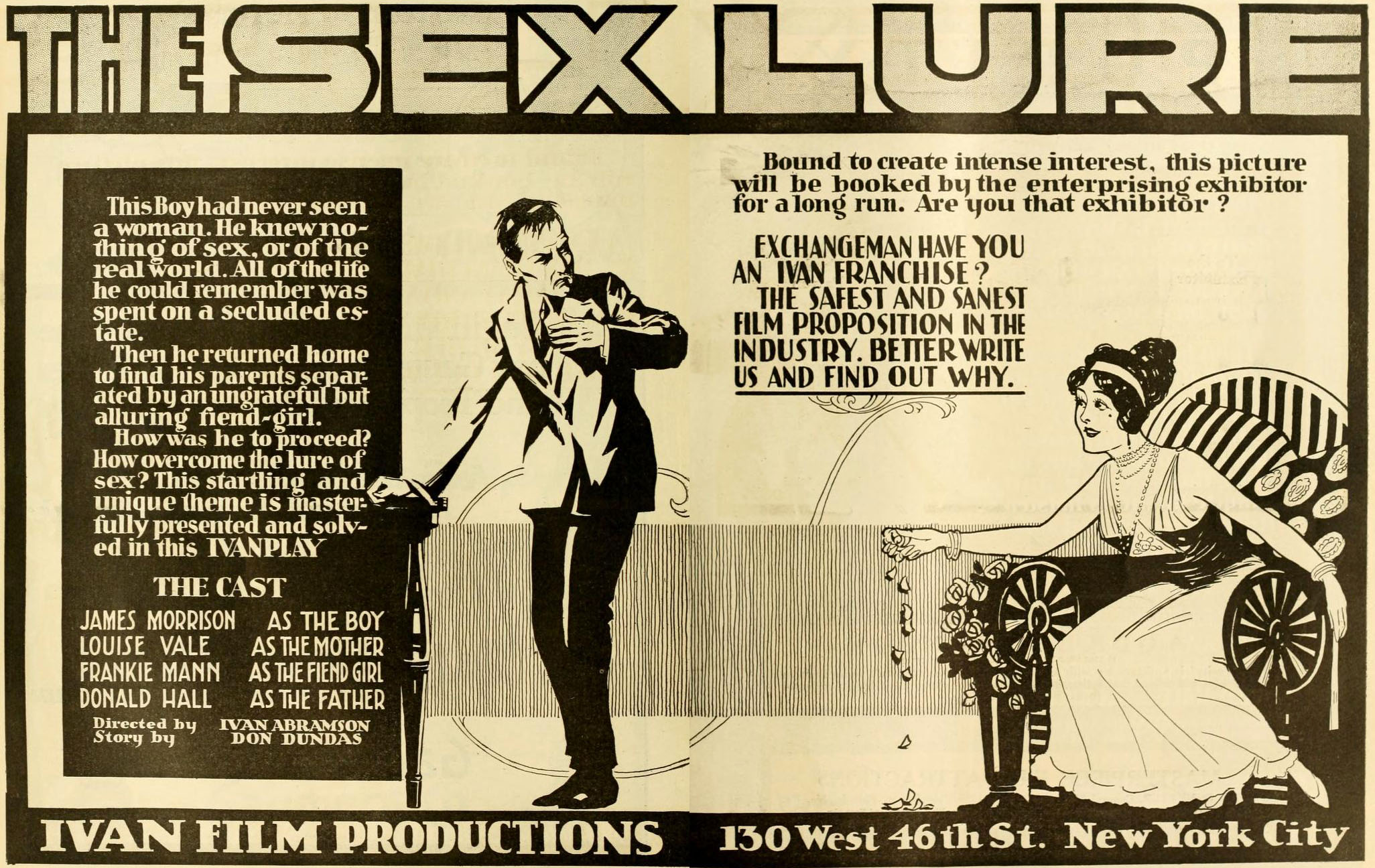
The Sex Lure (1916)

- Should a Woman Divorce? (escritor/productor) (1914)
- A Mother's Confession (1915)
- Forbidden Fruit (1915)
- The Sex Lure (1916)
- A Fool's Paradise (1916)
- One Law for Both (1917)
- Married in Name Only (1917) (escritor)

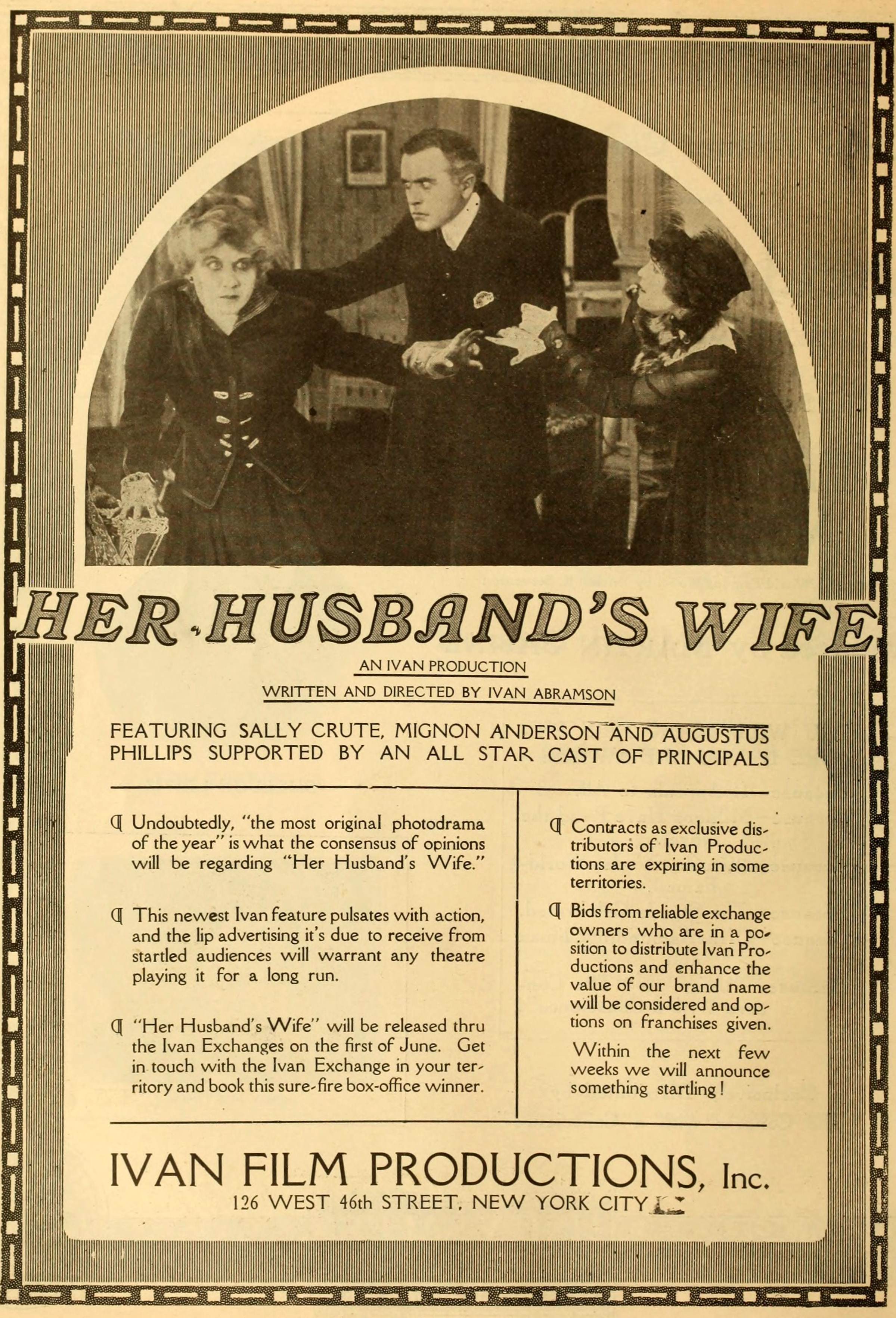
Her Husband's Wife (1916)

- Enlighten Thy Daughter (1917)
- When Men Betray (1918)
- Ashes of Love (1918)
- The Echo of Youth (1919)
- A Child for Sale (1920)
- Wildness of Youth (1922)
- East and West (1923)
- I Am the Man (1924)
- Meddling Women (1924)